# Rhabdatomis coroides
Rhabdatomis coroides là một loài bướm đêm thuộc phân họ Arctiinae, họ Erebidae.